# جان بابتيست فلمر
جان بابتيست جانجين فيلمر ، ولد يوم 25 سبتمبر 1978 في بيثيفييه ، هو فيلسوف فرنسي وفقيه وعالم سياسي ، وهو حاليًا سفير فرنسا لدى فانواتو . و مدير معهد البحوث الاستراتيجية بالمدرسة العسكريارسام  من سنة 2016 إلى سنة 2022، و هو عضو المجلس الاستشاري الأكاديمي لكلية الدفاع بحلف الشمال الأطلسي  ، كما قام بتدريس العلاقات الدولية والأخلاق وقانون الحرب في عدة مؤسسات فرنسية.